# 尾上政次
尾上 政次（おのえ まさじ、1912年3月14日 - 1994年1月18日）は、日本の英語学・アメリカ文学者、翻訳家。中央大学名誉教授。

## 人物
兵庫県姫路市生まれ。尾上作兵衛の六男。姫路高等学校を経て、1934年東京帝国大学英文科卒。1939年まで大学院に在籍し、大阪高等学校教授、武蔵大学教授、戦後1951年中央大学経済学部助教授、1953年文学部助教授、教授、1982年定年となり名誉教授。はじめアメリカ英語を研究し、のち文学研究、翻訳をおこなった。
1994年1月18日、急性心不全のため死去。

## 著書
- 『前置詞の研究』（文進堂、學生英語研究叢書） 1948.7
- 『教科書を中心とした中學1年の英文法』（文進堂） 1949
- 『アメリカ語法の研究』（研究社出版） 1953

## 翻訳
- 『英文学の主流』（エドマンド・ブランデン、阿部知二共訳、大阪教育図書） 1948
- 『北緯四十二度線』（ドス・パソス、三笠書房、現代世界文学全集） 1955、筑摩書房 世界文学大系 1963
- 『荒野の呼び声』（ジャック・ロンドン、研究社出版） 1957
- 『花ひらくユダの木 / 昼酒』（キャサリン・アン・ポーター、野崎孝共訳、英宝社） 1957
- 『悲しきカフェのうた』（マッカラーズ、筑摩書房、世界文学大系） 1965
- 『響きと怒り』（ウィリアム・フォークナー、冨山房、フォークナー全集） 1969、新版1996
- 『怒りのぶどう』（スタインベック、中央公論社、世界の文学） 1971

## 記念論集
- 『アメリカの文学と言語』（尾上政次教授還暦記念論文集刊行委員会、南雲堂） 1975